# Bell Vanguard
Die Bell Vanguard war das erste deutsche Containerschiff.

## Geschichte
Das Schiff entstand mit der Baunummer 588 auf der Sietas-Werft in Hamburg-Neuenfelde und lief am 24. März 1966 als einzig gebaute Einheit des Sietas Typs 49 mit dem Namen Hans Hinrich vom Stapel. Die Ablieferung erfolgte am 26. April 1966 mit dem Namen Bell Vanguard.
Der Eigner bei Indienststellung war die Hamburger Reederei Jürgen Heinrich Breuer, die das Schiff langfristig an die irische Bell Lines verchartert hatte. Mit den 1967 in Fahrt gesetzten Typ-54-Schiffen Bell Venture (als Anke auf Kiel gelegt) der Reederei Winter in Hamburg und Bell Valiant (als Bernd Becker auf Kiel gelegt) der Reederei Becker in Jork nahm es ab 1966 den ersten Containerdienst zwischen Irland und dem europäischen Festland auf.
Nach dem Ende der Bell-Charter wurde die Bell Vanguard am 1. April 1977 an die Reederei Karl-Heinz Baase in Hörsten verkauft und in Fallwind umbenannt. Für eine Kurzzeitcharter erhielt sie im selben Jahr erneut den Namen Bell Vanguard, der 1978 wieder in Fallwind geändert wurde. Unter diesem Namen fuhr sie weitere zehn Jahre. Die Fallwind bekam auf einer Reise von Kristinehamn (Schweden) nach Goole (England) am 5. März 1988 zunehmend Schlagseite. Das mit Schnittholz beladene Schiff sank schließlich rund 60 Seemeilen westsüdwestlich von Thyborøn (Dänemark) auf Position 56° 28′ N, 6° 24′ O.